# Rue de Penthièvre
La rue de Penthièvre (prononcer « Pinthièvre ») est une rue du 8e arrondissement de Paris.

## Situation et accès
Elle commence rue Cambacérès et se termine rue du Faubourg-Saint-Honoré.
Le quartier est desservi par les lignes de métro 1 et 9 à la station Miromesnil.

## Origine du nom

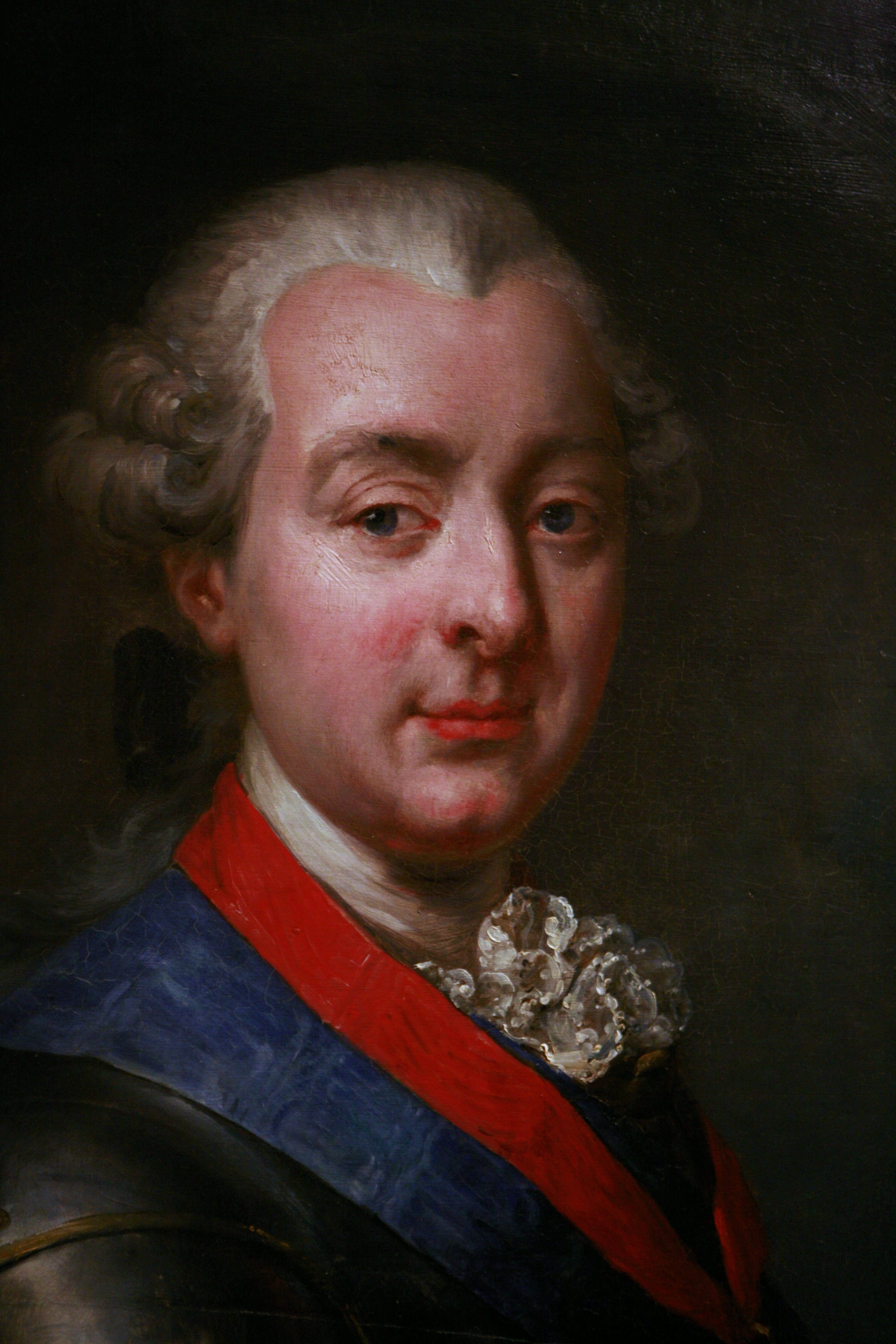
Louis-Jean-Marie de Bourbon, duc de Penthièvre.

Elle porte le nom du duc de Penthièvre (1725-1793), grand-père de Louis-Philippe Ier

## Historique

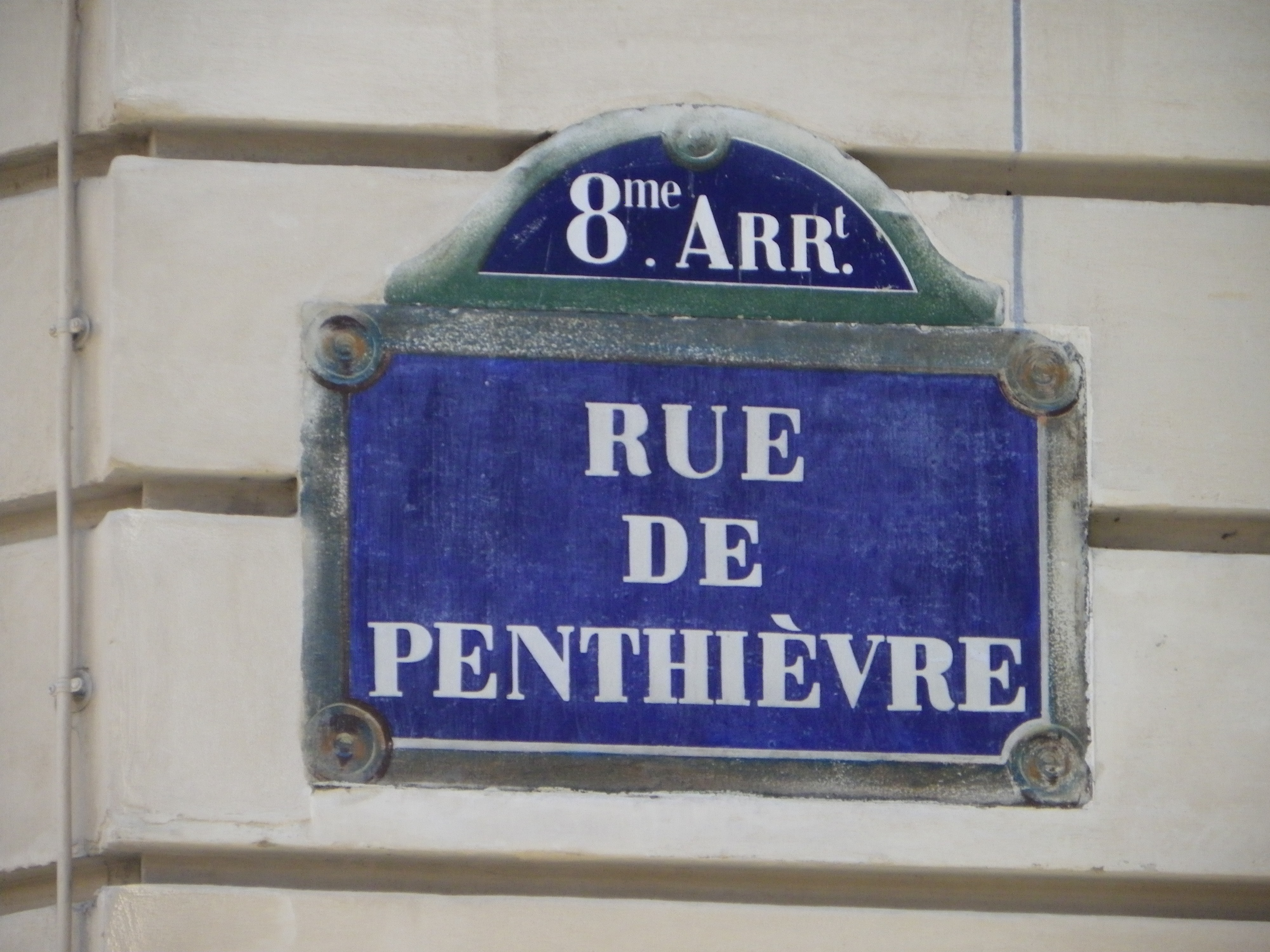
Plaque de la rue de Penthièvre.

En 1690, le chemin qui se trouvait à cet endroit était appelé « chemin des Marais ». En 1734, il ne comportait encore aucune construction. En 1750, il était devenu « rue du Chemin-Vert » et, en 1775, « rue Verte » ou « Grande-Rue-Verte », pour la distinguer de la « Petite-Rue-Verte » (voir « Avenue Matignon »). Par ordonnance royale du 4 novembre 1846, elle prit le nom de « rue de Penthièvre ».
Une décision ministérielle du 1er messidor an XII fixa la largeur de la rue à 10 mètres, portée à 12 mètres en vertu d'une ordonnance royale du 27 septembre 1836. 
Un arrêté préfectoral du 26 juillet 1834 prescrivit la régularisation du numérotage de la Grande-Rue-Verte.

## Bâtiments remarquables et lieux de mémoire

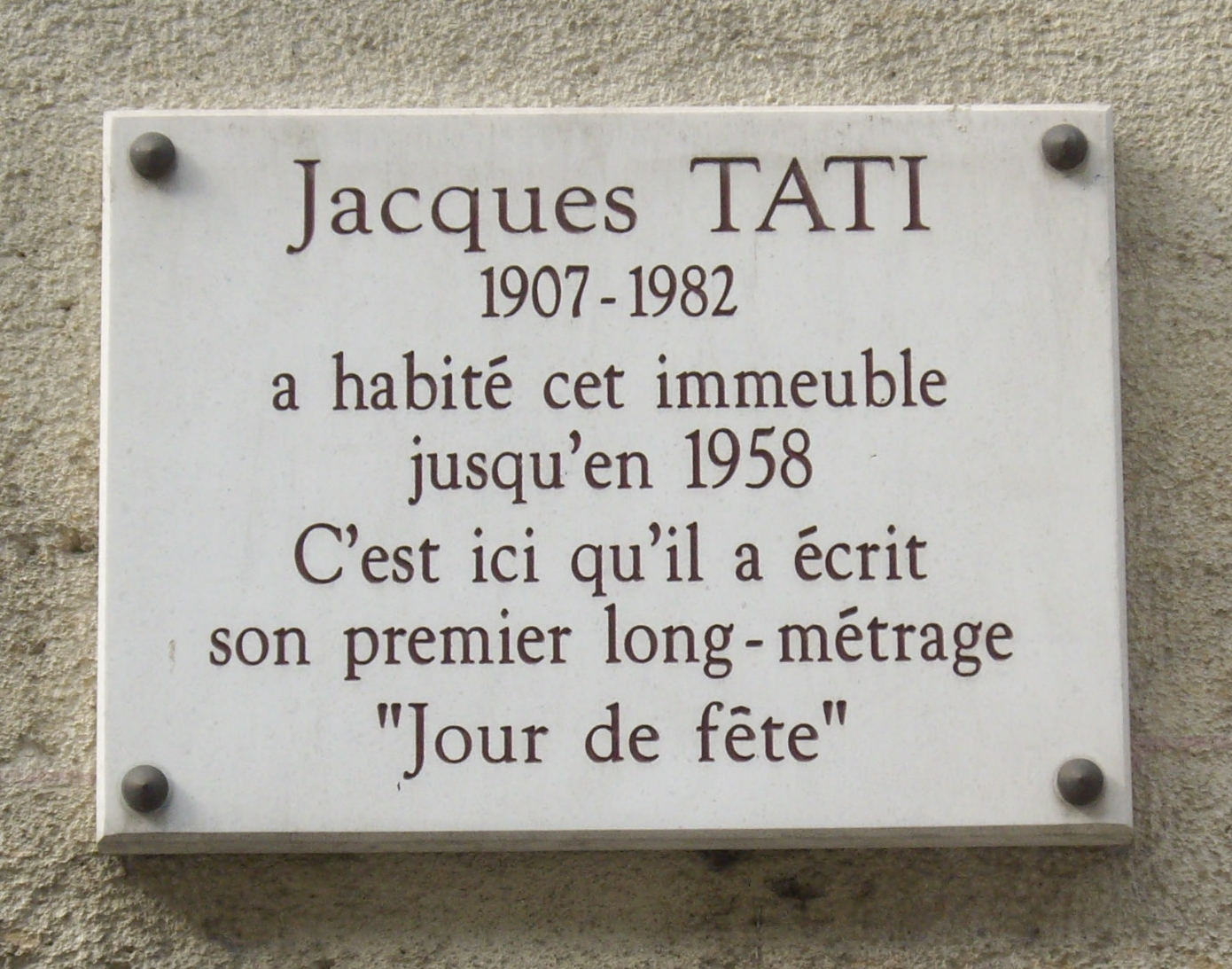
Plaque commémorative en hommage à Jacques Tati, au 30 de la rue.

- No 2 : Willem Holleeder (1958-), gangster néerlandais, co-auteur de l'enlèvement du PDG de Heineken, en 1983-1984, y a habité et y a été arrêté[2].
- No 19 : Henry Dunant (1828-1910), fondateur de la Croix-Rouge, a vécu dans cet immeuble de 1872 à 1873 (plaque commémorative).
- No 26 : maison dite de Franklin (1775). Lucien Bonaparte habita à cette adresse, au fond du jardin, un petit hôtel dont le marquis de Rochegude signale en 1910 qu'il « a conservé un curieux cabinet de toilette, décoré d'un plafond à coupole[3] ». Dans ses Mémoires, Lucien Bonaparte indique que : « Le 10 [brumaire (1799)] au soir fut fixé par mon frère pour sa première entrevue avec Sieyès. Elle eut lieu en ma présence dans ma maison au coin de la rue Verte : elle ne dura pas une heure. Sieyès et Bonaparte s'embrassèrent[4]. » Le célèbre cabaret Le Bœuf sur le toit s'installa à cette adresse en quittant la rue Boissy-d'Anglas où il avait été fondé. La maison était alors déjà vouée à la démolition. Ce deuxième Bœuf sur le toit ouvrit ses portes le 5 octobre 1928 et dura jusqu'en 1934.
- Angle no 28 et 1, avenue Delcassé : anciennement l'une des dix casernes construites en 1780 grâce à l'influence du maréchal de Biron pour loger les Gardes françaises, auparavant casernées chez l'habitant. La caserne Penthièvre, également appelée « caserne de la grande rue Verte », fut affectée au logement de trois compagnies de Gardes françaises, puis affectée à l'infanterie. Reconstruite au XXe siècle, elle est aujourd'hui affectée à la Garde républicaine.
- No 30 : Jacques Tati (1907-1982), cinéaste, y demeure jusqu'en 1958 ; une plaque commémorative lui rend hommage. L'architecte Paul Louis Joseph Hulot, grand-père parternel de Nicolas Hulot, lui a inspiré le personnage de Monsieur Hulot.
- No 125 : Élisa Bonaparte (1777-1820), sœur de Napoléon Ier y habite en 1802[5].
- Juste Lisch (1828-1910), architecte français, y vécut[6].
- Sophie de Grouchy (1764-1822) y vécut en 1812[5].
- Hôtel du général-baron Nicolas-François de Bachmann-Anderletz (1740-1831), officier suisse au service de la France, qui émigra après la journée du 10 août 1792 (côté des numéros pairs)[5].
- Hôtel de Ray : du côté des numéros impairs, ouvrant sur la rue du Faubourg-Saint-Honoré (1780)[5].
- Hôtel de Souza (no 6 ancien) : après son remariage avec le marquis de Souza en 1802, Adélaïde de Souza (1761-1836), s'y installa durant l'été 1805. C'est là que fut élevé Charles de Morny (1811-1865), fils naturel de Charles de Flahaut (1785-1870), lui-même fils naturel de Mme de Souza. C'était « un hôtel d'assez belle apparence […] Cette maison assez grande, agrémentée d'un jardin ombragé environné de roses, permettait de loger les enfants respectifs des deux époux, quand ils étaient de passage. Ils y menèrent grand train et Mme de Souza rouvrit son salon. Charles de Flahaut y passa tout l'été 1814[7] ».

### Sources
- Félix Lazare et Louis Lazare, Dictionnaire administratif et historique des rues de Paris et de ses monuments, Paris, Imprimerie de Vinchon, 1844-1849.
- Charles Lefeuve, Les Anciennes Maisons de Paris. Histoire de Paris rue par rue, maison par maison, Paris, C. Reinwald, 5e édition, 1875, 5 vol.
- Félix de Rochegude, Promenades dans toutes les rues de Paris. VIIIe arrondissement, Paris, Hachette, 1910. .